# 诛仙我回来
《诛仙我回来》是台灣男歌手任贤齐为3D大型多人在线角色扮演游戏《诛仙》游戏所唱的主题歌，彭莒欣作词谱曲，葛子毅编曲，该歌曲收录于2007年4月26日由步升大风发行专辑《如果没有你》中。在MV中，张檬饰演碧瑶，唐嫣饰演陆雪琪，任贤齐饰演张小凡，李东学出演林惊羽。

## 相关
任贤齐另外一首《诛仙》题材歌曲是《诛仙恋》。

## 延伸阅读
自任贤齐的《诛仙恋》和《诛仙我回来》MV爆红之后，影视界一直力图打造电视剧《诛仙》，一波三折，一直到2014年11月，《古剑奇谭》的副导演宣布开拍《诛仙》电视剧，男女主角分别是李易峰、趙麗穎、杨紫。